# Józef Rusiecki (działacz turystyczny)
Józef Krzysztof Rusiecki (ur. 19 czerwca 1936 w Wilnie) – polski działacz turystyczny, zasłużony organizator imprez turystyki kajakowej, członek honorowy Polskiego Towarzystwa Turystyczno-Krajoznawczego.
W PTTK działa od 1954. Jako propagator turystyki kajakowej organizował i kierował licznymi spływami, także międzynarodowymi; był m.in. komandorem polskiej ekipy na Jubileuszowym Spływie Kajakowym im. Jana Sobieskiego na Dunaju (1998) i komandorem spływu „Pętla Toruńska” (2004), wchodzącego w skład imprezy „Powitania Unii Europejskiej na Wodach Polski”. Jest członkiem Turystycznego Klubu Kajakowego „Stara paka” przy Oddziale PTTK „Skarpa” w Toruniu.
Prowadził zajęcia na kursach dla przodowników turystyki kajakowej. Wydał przewodniki turystyczne Szlakiem Drwęcy (1981) i Pętla Toruńska (2004), był też współautorem informatora turystycznego Paszport Toruńczyka. Jest członkiem redakcji periodyku kujawsko-pomorskiego oddziału wojewódzkiego PTTK „Kujawy i Pomorze”, na łamach którego ogłasza artykuły o walorach turystycznych regionu; publikuje też w innych czasopismach turystycznych. Brał udział w kongresach krajoznawstwa – piątym w Gnieźnie (2000) i szóstym w Olsztynie (2010).
Otrzymał szereg odznak i medali turystycznych, m.in. odznakę honorową „Za Zasługi dla Turystyki”, Srebrną Odznakę Honorową Ligi Ochrony Przyrody, Brązową Odznakę Polskiego Związku Kajakowego, Honorową Odznakę Miłośników Pojezierza Brodnickiego, Złotą Odznakę Honorową PTTK, Medal 50-lecia PTTK, Medal 50-lecia Oddziału PTTK w Brodnicy. We wrześniu 2013 XVIII Walny Zjazd PTTK nadał mu tytuł członka honorowego Towarzystwa.
Za zasługi w działalności na rzecz rozwoju i popularyzacji turystyki górskiej w 2014 odznaczony Złotym Krzyżem Zasługi.